# Đại học Hebrew của Jerusalem

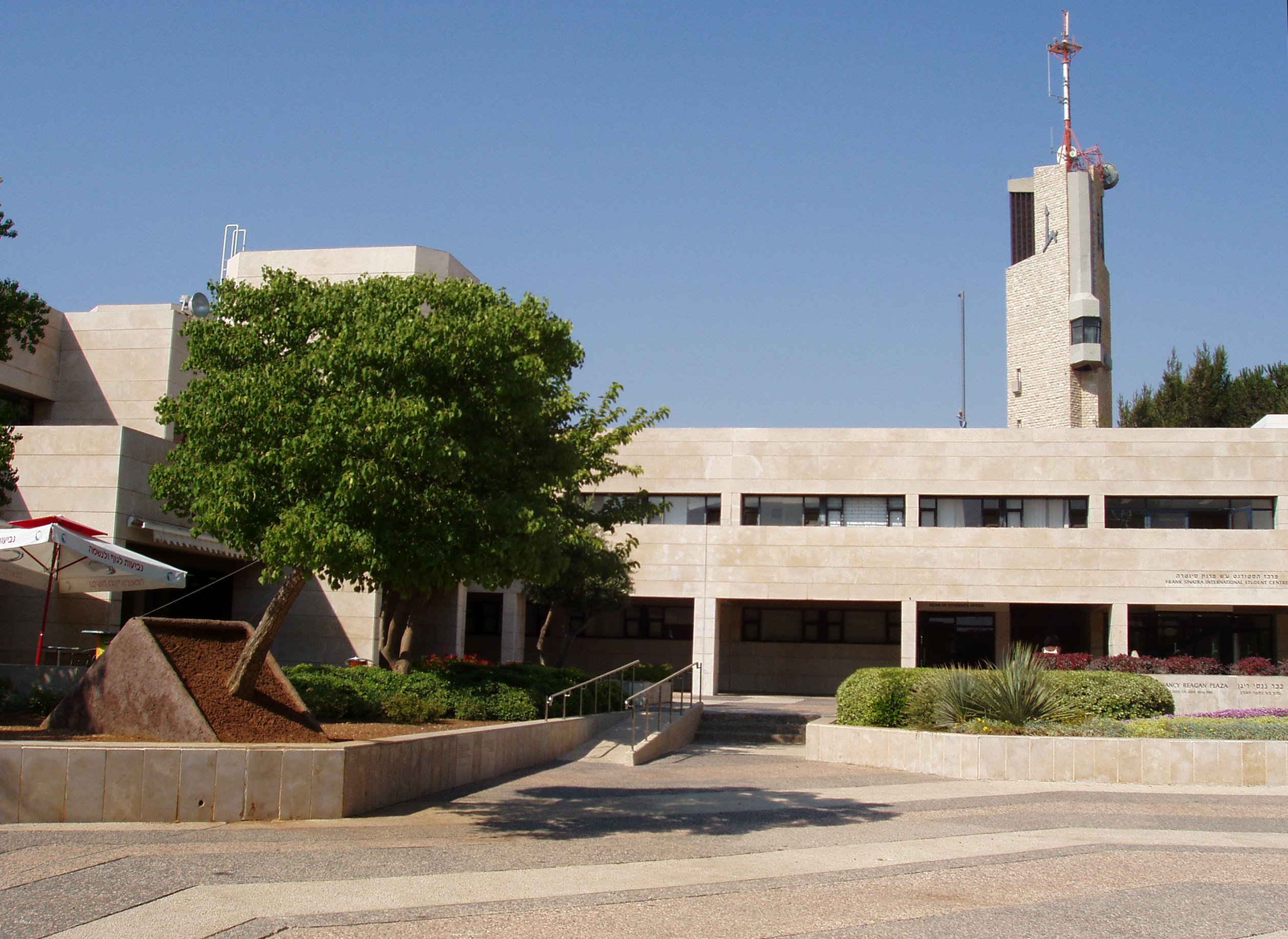
Núi Scopus Campus - Trung tâm phải cho sinh viên quốc tế trái lối vào nhà hàng Frank Sinatra. cây là gợi nhớ của các cuộc tấn công khủng bố đã xảy ra tại các nhà hàng vào năm 2002

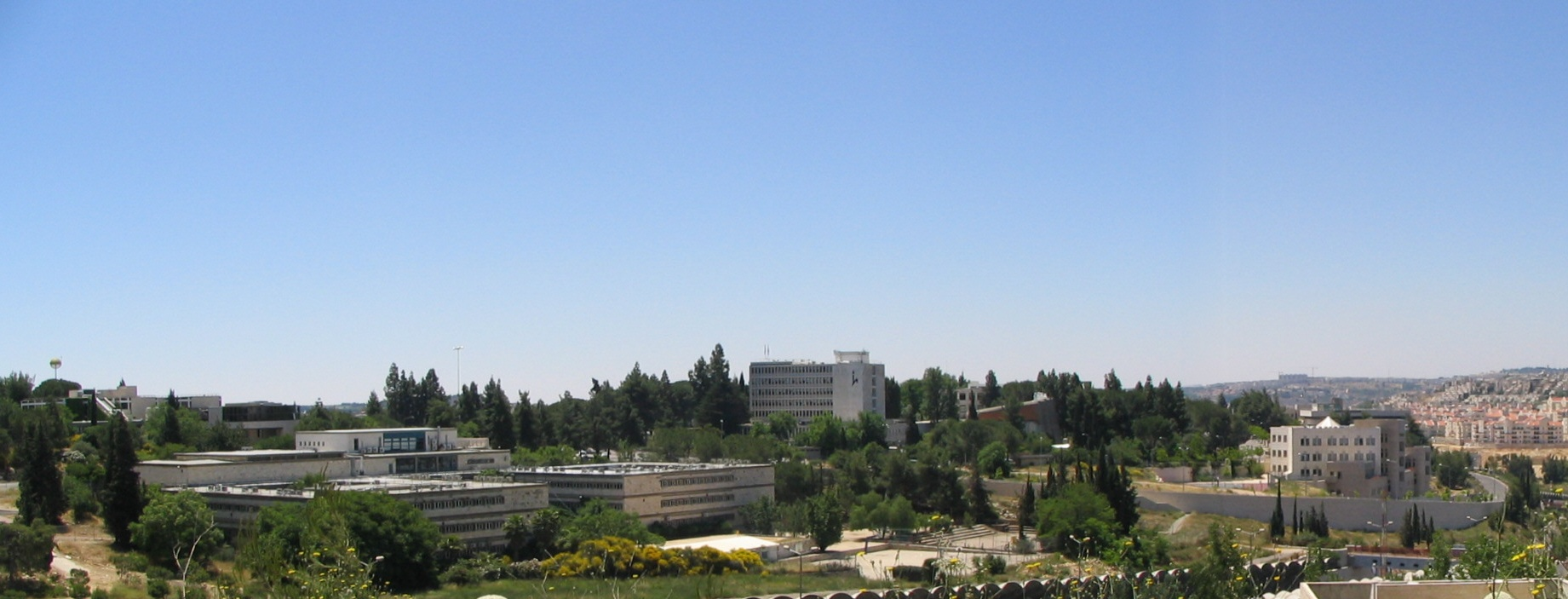
Givat Ram Campus

Viện Đại học Hebrew của Jerusalem (tiếng Do Thái: האוניברסיטה העברית בירושלים, ha-Universita ha-Ivrit B'irushalayim; Tiếng Ả-rập الجامعة العبرية في القدس, al-Ǧāmiʻah al-ʻIbriyyah fil-Quds; viết tắt HUJI) là trường đại học lâu đời thứ hai ở Israel, sau trường Technion. Trường đại học Hebrew thành phố Jerusalem có 3 cơ sở ở Jerusalem và 1 cơ sở ở Rehovot. Trường có thư viện chuyên ngành Do Thái Học lớn nhất thế giới đặt tại cơ sở Edmond J. Safra ở khu Givat Ram Jerusalem.
Thành viên hội đồng quản trị đầu tiên của trường bao gồm Albert Einstein, Sigmund Freud, Martin Buber và Chaim Weizmann. Bốn thủ tướng Israel là cựu sinh viên của trường. Trong thập kỷ vừa qua, bảy nhà nghiên cứu và cựu sinh viên của trường nhận giải Nobel và một người được nhận Huy chương Fields.
Theo Bảng xếp hạng học thuật các trường đại học trên thế giới (Academic Ranking of World Universities), đại học Hebrew là trường tốt nhất Israel, và xếp hạng 59 thế giới, trong đó đứng thứ 16 về toán học, 27 về khoa học máy tính và 44 về kinh doanh và kinh tế học.
Năm 2013, Trung tâm xếp hạng các trường đại học thế giới (the Center for World University Rankings) xếp trường Hebrew thứ 21 thế giới và
đứng đầu Israel, một khảo sát khác xếp trường đứng thứ 9 trong số các trường đại học tốt nhất để làm việc và đứng thứ 2 trong số các trường ngoài nước Mỹ.

## Lịch sử

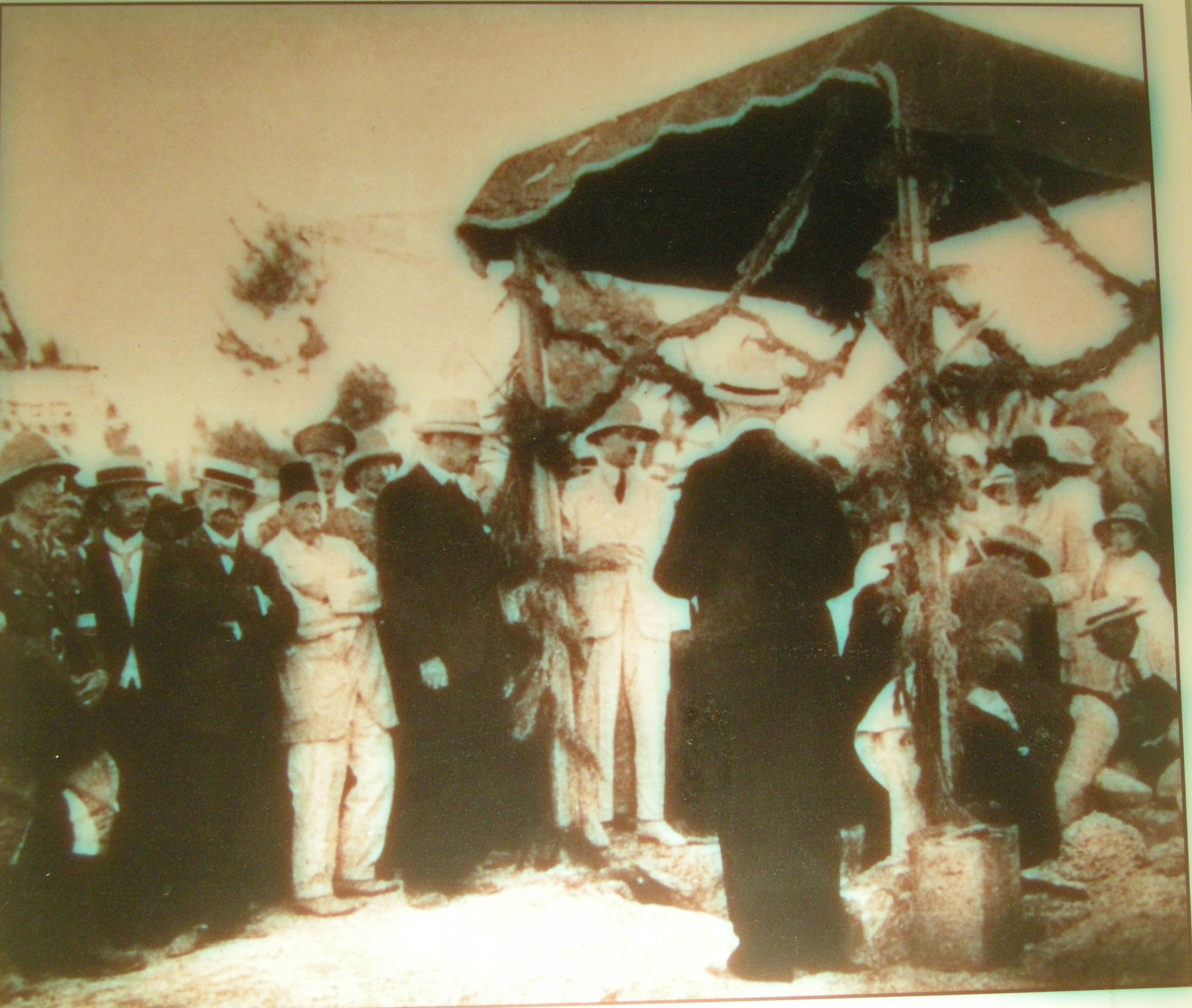
Lễ tảng đẻ 1918 - Núi Scopus

Một trong những viễn cảnh của phong trào Phục quốc Do Thái là thành lập một trường đại học Do Thái trên đất Do Thái. Việc quyên góp cho
trường được đề xuất từ năm 1884 tại hội nghị Kattowitz (Katowice) của hội Hovevei Zion.
Lễ đặt viên đá đầu tiên diễn ra ngày 24 tháng 7 năm 1918. Bảy năm sau, ngày 1 tháng 4 năm 1925, cơ sở trên núi Scopus của trường được khánh thành với sự tham gia của các nhà lãnh đạo thế giới Do Thái, các học giả xuất sắc, các nhân vật của công chúng và các nhà lãnh đạo nước Anh, trong đó có bá tước Balfour, tử tước Allenby và Sir Herbert Samuel. Hiệu trưởng đầu tiên của trường là Judah Magnes.
Năm 1947, trường đại học đã trở thành một cơ sở nghiên cứu và giảng dạy lớn. Một kế hoạch xây trường y khoa được thông qua. Năm 1949, Khoa luật được khánh thành. Năm 1952, Viện nông nghiệp, vốn được sáng lập bởi trường trong năm 1940, chính thức trở thành một khoa.

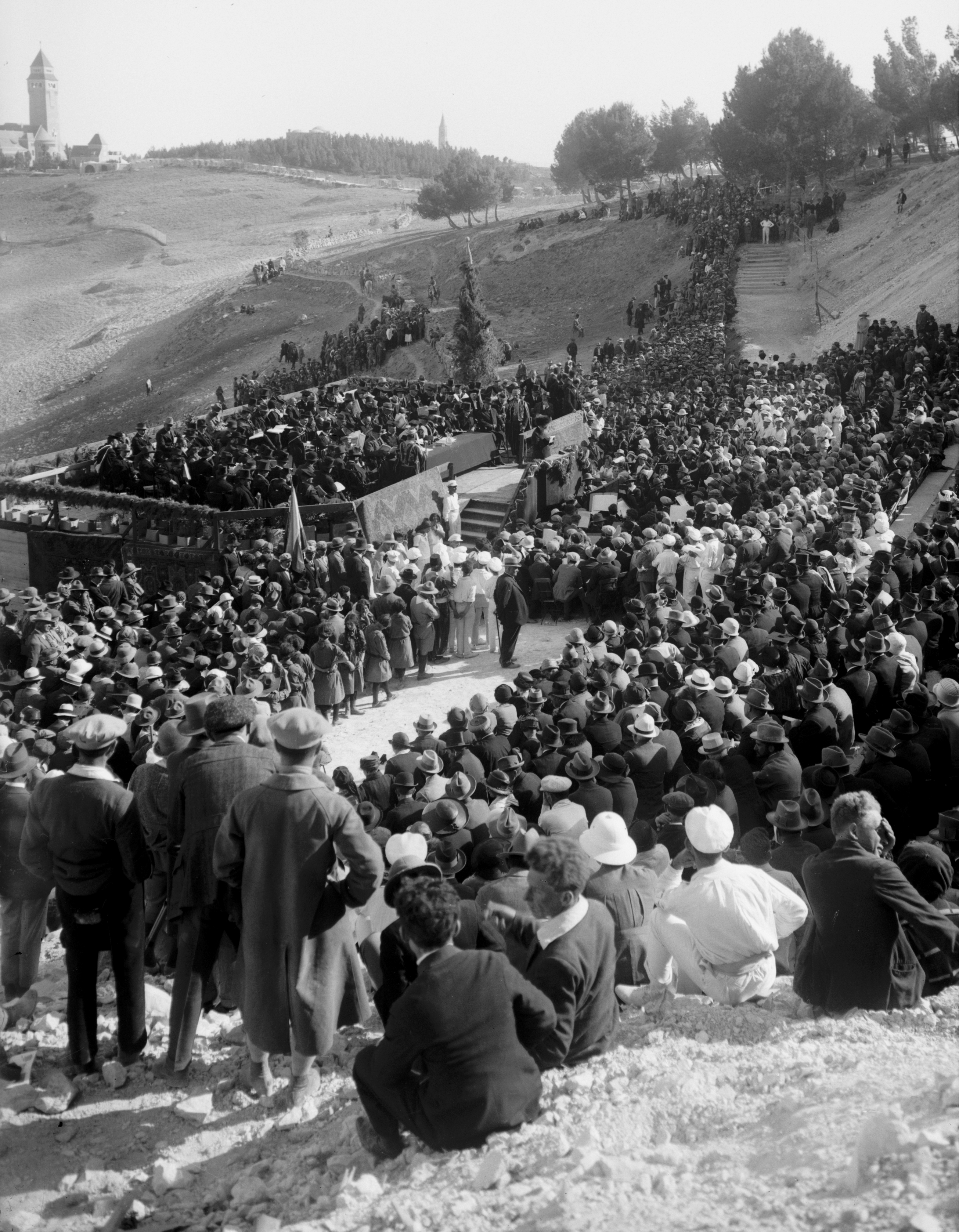
Lễ khánh thành năm 1925 - Núi Scopus

Trong cuộc chiến Ả-rập - Israel năm 1948, các cuộc tấn công đã nhắm mục tiêu vào tuyến đường nối khu vực được Israel kiểm soát ở Jerusalem và trường đại học. Lãnh đạo các lực lượng Ả-rập ở Jerusalem, Abdul Kader Husseini, đe dọa sẽ tấn công bệnh viện Hadassah của trường "nếu người Do Thái còn tiếp tục dùng chúng làm căn cứ vũ trang". Sau cuộc thảm sát vào đoàn xe của bệnh viện Hadassah, trong đó 79 người Do Thái bao gồm các bác sĩ và y tá bị giết, cơ sở núi Socpus bị tách khỏi Jerusalem. Một binh sĩ Anh tên Jack Churchill đã tổ chức di tản 700 bác sĩ, sinh viên và bệnh nhân Do Thái ra khỏi bệnh viện.
Khi chính phủ Jordan từ chối không cho người Do Thái trở lại núi Scopus, một cơ sở mới được xây dựng tại Givat Ram ở phía Tây Jerusalem và hoàn thành năm 1958. Trong thời gian đó, các lớp học được tổ chức ở 40 địa điểm khác nhau trong thành phố. Tòa nhà Terra Santa ở Rehavia được thuê từ các giám sát dòng Phanxicô của hội Đất Thánh La Tinh cũng được dùng cho mục đích này. Một vài năm sau, cùng với Tổ chức y khoa Hadassah, một cơ sở khoa học y dược cũng được xây dựng tại khu Ein Kerem phía tây nam Jerusalem.
Đầu năm 1967, tổng số sinh viên là 12,500, phân bổ trong 2 cơ sở ở Jerusalem và Khoa nông nghiệp ở Rehovot. Sau sự thống nhất Jerusalem,
theo sau cuộc chiến 6 ngày trong tháng 6 năm 1967, trường đại học đã có thể trở lại núi Scopus, cơ sở nơi đây được xây dựng lại. Năm 1981 công việc xây dựng được hoàn tất, cơ sở núi Scopus lại trở thành cơ sở chính của trường.
Trưa ngày 31 tháng 7 năm 2002, một tên khủng bố đã kích nổ một quả bom trong giờ ăn tại căn tin Frank Sinatra của trường, thời điểm đó có rất đông giảng viên và sinh viên. Chín người – năm người Do Thái, ba người Mỹ, một người mang hai quốc tịch Pháp – Mỹ - bị giết, hơn 70 người bị thương. Các nhà lãnh đạo trong đó có Kofi Annan, tổng thống Bush, chủ tịch liên minh châu Âu đã lên án cuộc khủng bố.

### Khủng bố
vào ngày 31 tháng 7 năm 2002 ngay sau khi 13:30 tại một nhà hàng đông đúc đại học Frank Sinatra tại Scopus Campus đầu phát nổ một máy bay ném bom tự sát một người lao động Palestine từ Đông Jerusalem. Chín người, năm người Israel, ba người Mỹ và một công dân Hoa Kỳ và Pháp - bị giết trong cuộc tấn công. khác 85 người bị thương, 14 người trong số họ nghiêm trọng. Trách nhiệm về vụ tấn công đã ký Hamas.

## Các cơ sở

### Núi Scopus

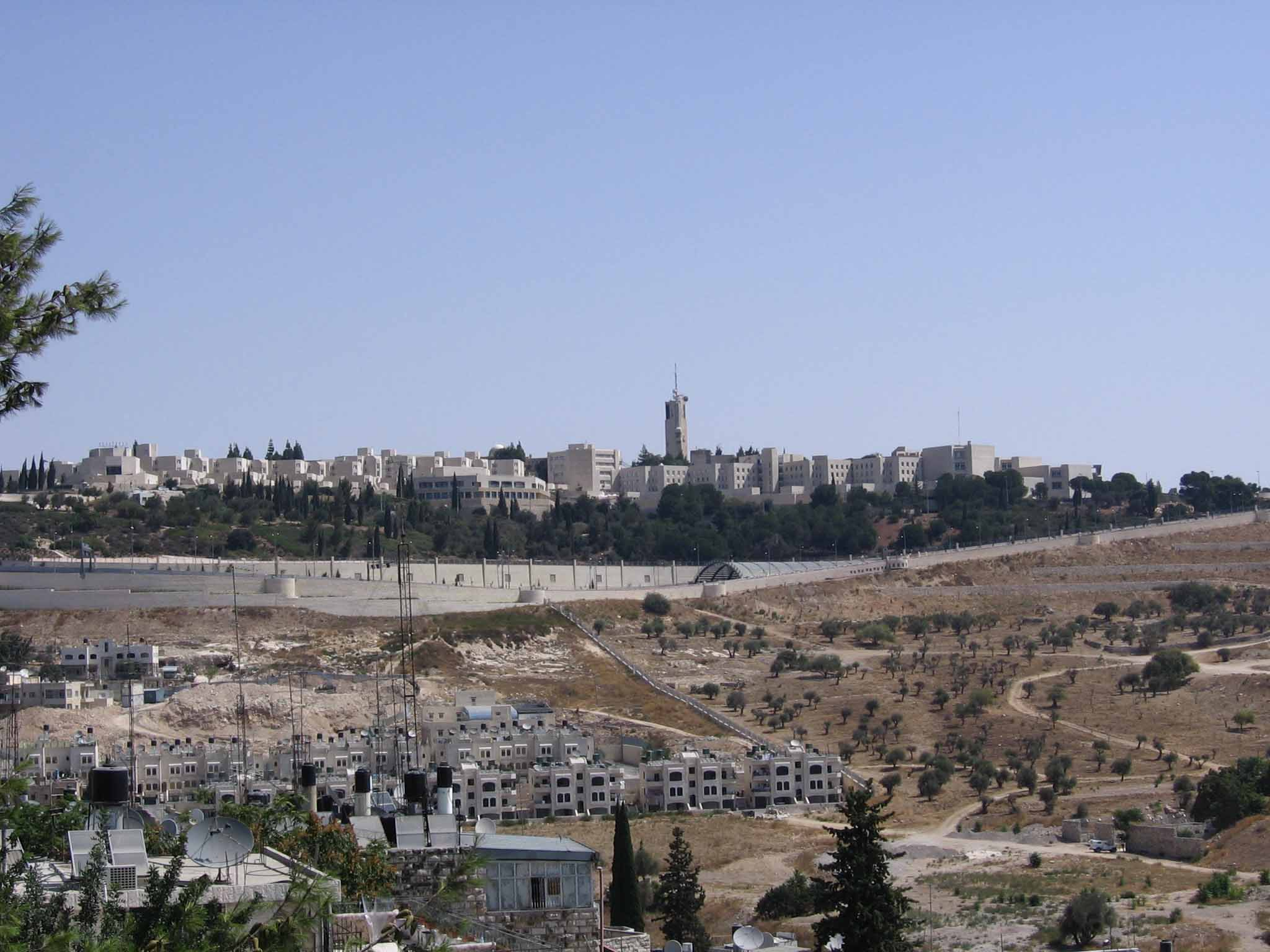
Núi Scopus Campus

Núi Scopus (Tiếng Do Thái: Har HaTzofim הר הצופים), nằm phía đông bắc Jerusalem, là nơi xây dựng cơ sở chính của trường, bao gồm khoa Nhân văn, khoa Xã hội học, Luật, Trường quản trị kinh doanh Jerusalem, Trường công tác xã hội Bearwald, Viện nghiên cứu thúc đẩy hòa bình Harry S. Truman, Trường quốc tế Rothberg, Viện Do Thái Học Mandel.
Trường quốc tế Rothberg giảng dạy về Do Thái Học/ Israel Học và các môn học thế tục. Các sinh viên ngoại quốc bắt buộc phải hoàn tất một chương trình học tiếng Do Thái gọi là Ulpan trong đó bao gồm khóa học bắt buộc về văn hóa và phong tục Israel. Tất cả các lớp học trong chương trình Ulpan tại Rothberg được dạy bởi người bản xứ. Tuy nhiên, nhiều lớp khác ở trường Rothberg được dạy bởi những người Do Thái hồi hương về Israel.
Mảnh đất trên núi Scopus được mua trước Chiến tranh thế giới thứ nhất từ Sir John Gray-Hill, kèm theo đó là biệt thự Gray-Hill. Quy hoạch tổng thể của trường đại học được thiết kế bởi Patrick Geddes và con rể của ông, Frank Mears tháng 12 năm 1919. Chỉ có ba tòa nhà trong bản thiết kế đầu tiên này được xây dựng bao gồm Thư viện quốc gia Wolfson, Viện toán học và Viện vật lý.
Chỗ ở cho sinh viên đại học Hebrew tại cơ sở núi Scopus là ba ký túc xá xây dựng gần trường. Đó là ký túc xá Maiersdorf (מאירסדורף), ký túc xá Bronfman (ברונפמן), và Kfar HaStudentim (כפר הסטודנטים, làng sinh viên).
Gần đó là hang động Nicanor, một hang động cổ từng được quy hoạch làm đền thờ quốc gia.

### Edmond J. Safra, Givat Ram
Cơ sở ở Givat Ram (mới được lấy tên danh nhân Edmond Safra) là nơi đặt Khoa khoa học bao gồm Viện toán học Einstein, Viện nghiên cứu cao cấp Israel, Trung tâm nghiên cứu về tính hợp lý, cũng như Thư viện quốc gia Israel (JNUL).

### Ein Kerem

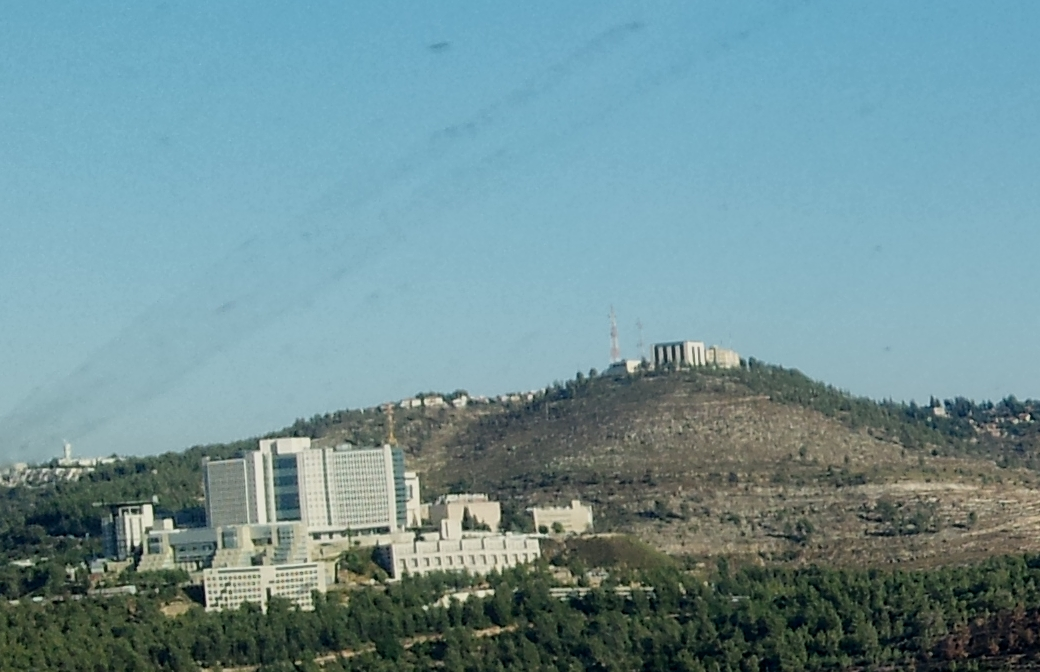
Ein Kerem Campus

Khoa nha, dược và Viện nghiên cứu y khoa Israel – Ca-na-đa (IMRIC) được bố trí ở cơ sở Ein Kerem về phía tây nam Jerusalem gần với Trung
tâm y khoa Hadassah.

### Rehovot
Khoa nông nghiệp – thực phẩm – môi trường Robert H. Smith và trường thú y Koret nằm ở vùng đồng bằng duyên hải thành phố Rehovot. Khoa được
thành lập năm 1942 và trường thú y thành lập năm 1985. Đây là những cơ sở đại học duy nhất ở Israel tiến hành cả giảng dạy và nghiên cứu ở các lĩnh vực kể trên.

## Các thư viện
Thư viện quốc gia và đại học Do Thái (Jewish National and University Library) là thư viện trung tâm và lớn nhất của đại học Hebrew và là nơi có một trong những bộ sưu tập sách và các bản chép tay ấn tượng nhất trên thế giới. Đây cũng là cơ sở lâu đời nhất của trường đại học. Được thành lập năm 1892 với mục đích là một trung tâm toàn cầu cho việc lưu trữ sách liên quan đến tư duy và văn hóa Do Thái, sau đó đảm nhiệm thêm các chức năng của một thư viện tổng hợp của trường đại học năm 1920. Thư viện cũng có các bộ sưu tập ngôn ngữ và nghi lễ Do Thái lớn nhất thế giới. Nó chứa tất cả các tài liệu xuất bản ở Israel, và cố gắng thu thập tất cả các tài liệu liên quan đến đất nước Israel được xuất bản trên thế giới. Có hơn 5 triệu quyển sách và hàng ngàn hiện vật ở trong các khu vực đặc biệt, rất nhiều trong số đó là độc nhất. Trong đó có bộ sưu tập về Albert Einstein, các bản chép tay tiếng Do Thái, bộ sưu tập bản đồ Eran Laor, bộ sưu tập khoa học Edelstein, bộ sưu tập Gershom Scholem và bộ sưu tập Maimonides các bản chép tay và văn bản cổ.
Trong di chúc, Albert Einstein để lại cho trường đại học Hebrew các bài viết cá nhân và bản quyền của chúng, cũng như quyền sử dụng hình
ảnh của ông. Kho lưu trữ Albert Einstein có hơn 55,000 hiện vật. Trong tháng 3 năm 2012, trường đại học Hebrew thông báo rằng họ đã hoàn tất việc số hóa toàn bộ bộ sưu tập Einstein và có kế hoạch đưa bộ sưu tập lên mạng, miễn phí truy cập. Trong bộ sưu tập có các ghi chú cá nhân,
thư tình gửi nhiều phụ nữ, trong đó có các lá thư gửi cho người sau này trở thành người vợ thứ hai, Elsa. Cũng trong bộ sưu tập đã được số hóa là lá thư gửi cho tờ báo tiếng Ả-rập Falastin, đề nghị thành lập một hội đồng bí mật bao gồm cả người Do Thái và Ả-rập để giải quyết mâu thuẫn giữa Ả-rập và Israel.
Bên cạnh Thư viện quốc gia, trường đại học Hebrew còn vận hành các thư viện chuyên ngành ở các cơ sở của mình, trong số đó có:
- Thư viện khoa học Avraham harman, Safra, Givat Ram;
- Thư viện toán và khoa học máy tính, Safra, Givat Ram;
- Thư viện các khoa học trái đất, Safra, Givat Ram;
- Thư viện y khoa quốc gia Muriel và Philip I. Berman, Ein Kerem;
- Thư viện trung tâm về khoa học nông nghiệp, Rehovot;
- Thư viện khoa học xã hội và nhân văn Bloomfield, núi Scopus;
- Trung tâm thư viện luật Bernard G. Segal, núi Scopus;
- Thư viện Emery và Claire Yass của Viện khảo cổ, núi Scopus;
- Thư viện công tác xã hội Moses Leavitt, núi Scopus;
- Thư viện giáo dục trung tâm Zalman Aranne, núi Scopus;
- Thư viện trường quốc tế Rothberg, núi Scopus;
- Thư viện Roberta và Stanley Bogen của Viện nghiên cứu thúc đẩy hòa bình Harry S. Truman, núi Scopus;
- Kho lưu trữ phim Do Thái Steven Spielberg.

Các thư viện của trường Hebrew có thể được truy cập từ cổng thông tin thư viện HUJI.

## Các hội ái hữu trường đại học Hebrew
Trường có một tổ chức quốc tế các hội ái hữu ở hơn 25 quốc gia. Hội người Mỹ ái hữu của trường Hebrew (AFHU) là một tổ chức không lợi nhuận chuyên tổ chức các chương trình, sự kiện và hoạt động gây quỹ hỗ trợ trường. Hội được thành lập bởi nhà hảo tâm người Mỹ Felix M. Warburg năm 1925.

## Giảng viên
- Dorit Aharonov, khoa học máy tính
- Lydia Aran, học giả nghiên cứu Phật giáo
- Robert Aumann, giải Nobel kinh tế 2005
- Shlomo Avineri, khoa học chính trị
- Yishai Bar, luật
- Yehoshua Bar-Hillel, ngôn ngữ học
- Yaacov Bar-Siman-Tov, quan hệ quốc tế
- Aharon Barak, cựu chánh án tòa án tối cao Israel
- Yehuda Bauer, lịch sử cuộc thảm sát Do Thái
- Jacob Bekenstein, vật lý
- Norman Bentwich, quan hệ quốc tế
- Ernst David Bergmann, chủ tịch Ủy ban năng lượng nguyên tử Israel
- Martin Buber, tôn giáo và triết học Do Thái
- Howard Cedar, chủ tịch, Developmental Biology & Cancer Research, IMRIC
- Ilan Chet, công nghệ sinh học nông nghiệp
- Richard I. Cohen, lịch sử
- Avishai Dekel, giáo sư Andre Aisenstadt về vật lý lý thuyết
- Shmuel Eisenstadt, xã hội học
- Menachem Elon, cựu phó chánh án tòa án tối cao Israel
- Adolf Abraham Halevi Fraenkel, toán học
- Hillel Furstenberg, toán học, giải thưởng Israel
- Leah Goldberg (1911–1970), nhà thơ
- Asher Dan Grunis, chánh án tòa án tối cao Israel
- Louis Guttman, khoa học xã hội và thống kê
- Ephraim Halevy, giám đốc viện tình báo Israel - Mossad
- Lumír Ondřej Hanuš, hóa phân tích
- Gabriel Herman, sử gia
- Daniel Kahneman, giải Nobel kinh tế 2002
- Ruth Kark, địa lý Israel
- Elihu Katz, xã hội học
- Aharon Katzir, hóa
- David Kazhdan, toán
- Baruch Kimmerling, xã hội học
- Roger D. Kornberg, giáo sư thỉnh giảng, Nobel hóa học 2006
- David Kretzmer, luật
- Ruth Lapidoth, luật
- Ruth Lawrence, toán học
- Yeshayahu Leibowitz, hóa sinh và triết học Do Thái
- Avigdor Levontin, luật
- Amia Lieblich, tâm lý học
- Elon Lindenstrauss, toán, huy chương Fields 2010
- Joram Lindenstrauss, toán, giải thưởng Israel
- Avishai Margalit, triết học, giải thưởng Israel
- Amihai Mazar, khảo cổ học, giải thưởng Israel
- Benjamin Mazar, khảo cổ học, giải thưởng Israel, cựu hiệu trưởng
- George Mosse, sử học
- Bezalel Narkiss, lịch sử nghệ thuật
- Amnon Netzer, Do Thái học và lịch sử
- Ehud Netzer, khảo cổ học
- Mordechai Nisan, khoa học xã hội
- Dan Pagis, nhà thơ
- Nurit Peled-Elhanan, giáo dục
- Tsvi Piran, vật lý thiên văn
- Eliezer E. Goldschmidt, nông nghiệp
- Joshua Prawer, lịch sử
- Michael O. Rabin, khoa học máy tính và toán, giải thưởng Israel và giải thưởng Turing.
- Giulio Racah, vật lý
- Frances Raday, luật
- Aharon Razin, nhà nghiên cứu, IMRIC
- Eliyahu Rips, toán
- Mordechai Rotenberg, công tác xã hội
- Gershom Scholem, Jewish mysticism
- Eliezer Schweid, triết học Do Thái
- Zlil Sela, toán
- Nir Shaviv, vật lý thiên văn
- Saharon Shelah, toán
- Zeev Sternhell, khoa học chính trị
- Hayim Tadmor, At-xi-ri học
- Jacob Talmon, sử học
- Gadi Taub, các khoa học xã hội
- Amos Tversky, tâm lý học
- Claude Vigée, văn chương Pháp
- Avi Wigderson, khoa học máy tính và toán
- Hanna Yablonka, lịch sử cuộc thảm sát Do Thái
- Joseph Yahalom, văn học tiếng Do Thái
- S. Yizhar, nhà văn

## Cựu sinh viên
- Giải Nobel: Daniel Kahneman (kinh tế 2002), David Gross (vật lý 2004), Avram Hershko (hóa 2004), Aaron Ciechanover (hóa 2004), Robert Aumann (kinh tế 2005), Roger D. Kornberg (hóa 2006), Ada Yonath (hóa 2009).
- Các nhà giáo dục: Brother Rafael S. Donato FSC, tiến sĩ giáo dục, cựu hiệu trưởng Đại học De La Salle ở Manila, Đại học St. La Salle, De La Salle Lipa, La Salle Green Hills và Đại học De La Salle Araneta.
- Huy chương Fields: Elon Lindenstrauss (2010)
- Tổng thống Israel: Ephraim Katzir, Yitzhak Navon, Moshe Katsav
- Thủ tướng Israel: Ehud Barak, Ariel Sharon, Ehud Olmert
- Thẩm phán tòa án tối cao: Aharon Barak, Dorit Beinisch, Menachem Elon, Elyakim Rubinstein, Meir Shamgar, Jacob Turkel, Yitzhak Zamir, Salim Joubran
- Thành viên cơ quan lập pháp Israel Knesset: Colette Avital, Yael Dayan, Taleb el-Sana, Dalia Itzik, Roman Bronfman, David Rotem, Ahmed Tibi, Avigdor Lieberman, Dov Khenin, Danny Danon, Shulamit Aloni, Rachel Adato, Ze'ev Elkin, Roni Bar-On, Ze'ev Bielski, Yohanan Plesner, David Rotem, Reuven Rivlin, Yuval Steinitz, Dan Meridor, Yisrael Katz, Jamal Zahalka, Shai Hermesh, Zvulun Orlev, Taleb el-Sana, Menachem Ben-Sasson, Ya'akov Ne'eman, Geulah Cohen, Bechor-Shalom Sheetrit
- Phục vụ ở nước ngoài: Naomi Ben-Ami, Gabriela Shalev
- Thể thao và văn hóa: Shaul Ladany, Yochanan Vollach, Itzik Kornfein, Adin Talbar
- Văn hóa: Natalie Portman, Uri Zohar
- Nhà khảo cổ: Ruth Amiran, Trude Dothan, Aren Maeir, Benjamin Mazar, Amihai Mazar, Eilat Mazar, Yigael Yadin
- Nhà nhân chủng học: Eliane Karp
- Hoạt động chính trị và giáo dục: Elie Yossef
- Nhà báo: Khaled Abu Toameh, Ron Ben-Yishai, Nahum Barnea, Zvi Yehezkeli, Sayed Kashua, Amira Hass, Akiva Eldar, Yossi Melman, Meron Benvenisti, Tom Segev, Haviv Rettig, Dan Margalit, Ya'akov Ahimeir, Michael Bar-Zohar, David Witzthum, Haim Gouri, Ehud Yaari, Amos Kenan, Boaz Evron
- Nhà văn: Yehuda Amichai, Galila Ron-Feder Amit, Aharon Appelfeld, Netiva Ben-Yehuda, Elias Chacour, Yael Dayan, David Grossman, Batya Gur, Shifra Horn, Amos Oz, A. B. Yehoshua, Amnon Jackont, Amalia Kahana-Carmon, Yehoshua Kenaz, Miriam Roth, Anton Shammas, Gideon Telpaz, Natan Yonatan, Helen Epstein, Amir Segal, Yuval Elizur, Jonah Frankel.
- Học thuật: Ahron Bregman, Richard I. Cohen, Uri Davis, Gerson Goldhaber, Igal Talmi, Haim Harari, Joshua Jortner, Alexander Levitzki, Efraim Karsh, Asa Kasher, Walter Laqueur, Avishai Margalit, Dana Olmert, Neri Oxman,Ilan Pappé, Dana Pe'er, Miri Rubin, Ada Yonath, Eli Salzberger, Amit Schejter, Benjamin Elazari Volcani
- Luật gia: Yoram Dinstein, Elias Khoury, Menachem Mazuz, Ya'akov Ne'eman, Malcolm Shaw, Yoram Sheftel
- Quốc phòng: Yonatan "Yoni" Netanyahu
- Nhà thần học: Fr Malachi Martin, Yigal Arnon
- Nhà vật lý: David Gross, Igal Talmi, Haim Harari, Amikam Aharoni, Micha Tomkiewicz
- Nhà hóa học: Adam Heller, Renata Reisfeld, Aaron Barkatt
- Kinh doanh: Léo Apotheker (cựu CEO of Hewlett-Packard và SAP), Orit Gadiesh (chủ tịch Bain & Company), Dina Dublon (thành viên hội đồng quản trị Microsoft, Accenture và PepsiCo), Kinneret Savitsky CEO BioLineRx, Gil Shwed (CEO và chủ tịch hội đồng quản trị Check Point Software Technologies), Eli Hurvitz (CEO 1976–2002 Teva Pharmaceuticals), Kobi Alexander (cựu sáng lập và CEO Comverse Technology)
- Nhà toán học: Rami Grossberg, Joram Lindenstrauss, Moshe Machover, Saharon Shelah, Oded Schramm
- Nhà thiên văn học: David H. Levy
- Nhà thực vật học: Alexander Eig

## Yissum – Công ty nghiên cứu và phát triển
Công ty nghiên cứu và phát triển Yissum là công ty chuyển giao các
công nghệ của trường, được thành lập năm 1964. Yissum sở hữu tất cả các tài sản
trí tuệ của các nhà nghiên cứu và nhân viên trường đại học Hebrew. Kể từ khi sáng
lập, Yissum đã thành lập hơn 80 công ty khoa học như Mobileye, BriefCam,
HumanEyes, OrCam, ExLibris, BioCancell. Yissum cũng là thành viên của Tổ chức
chuyển giao công nghệ Israel ITTN

## Hình ảnh

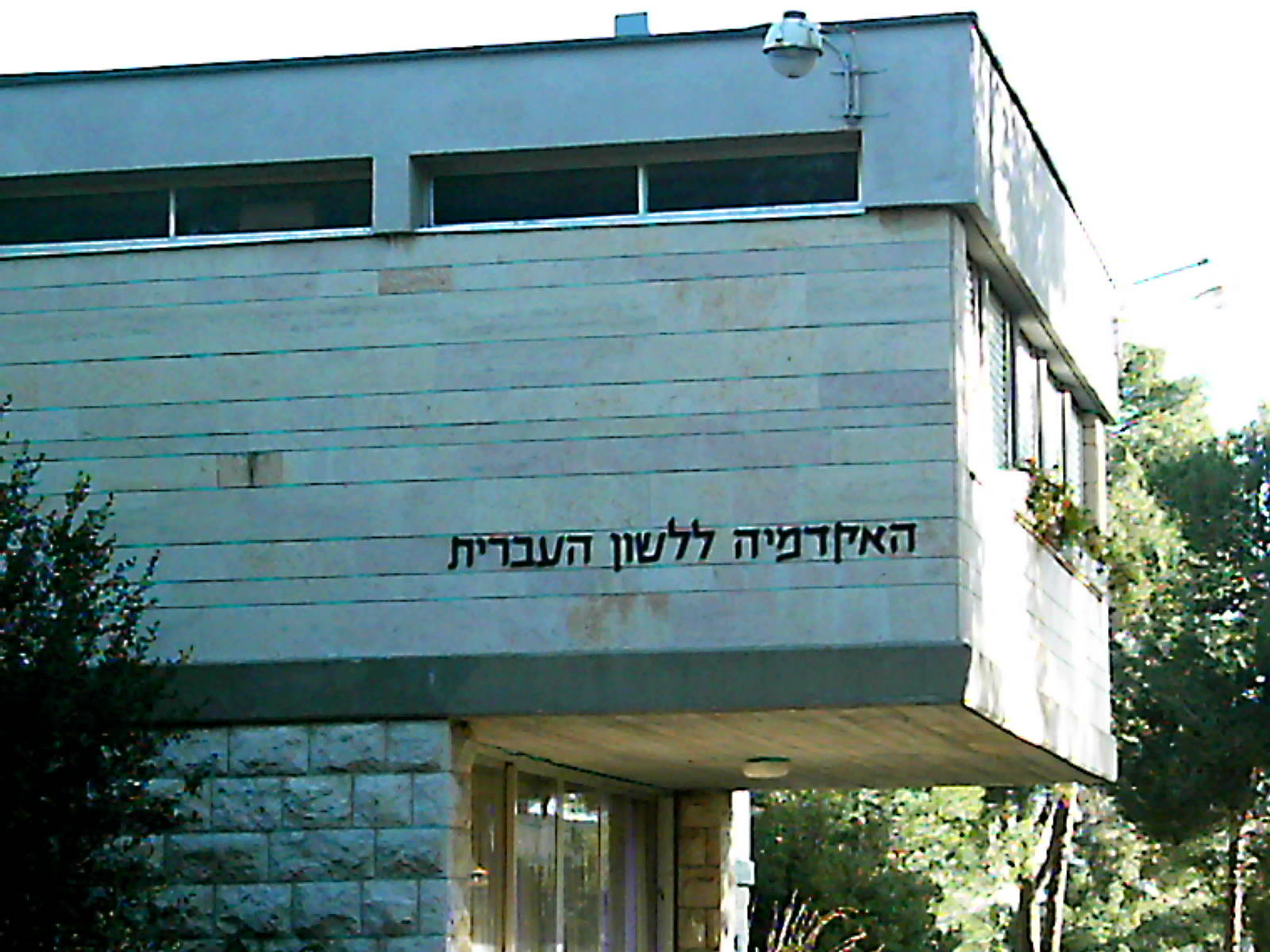
Viện hàn lâm Ngôn ngữ Hebrew - Givat Ram Campus
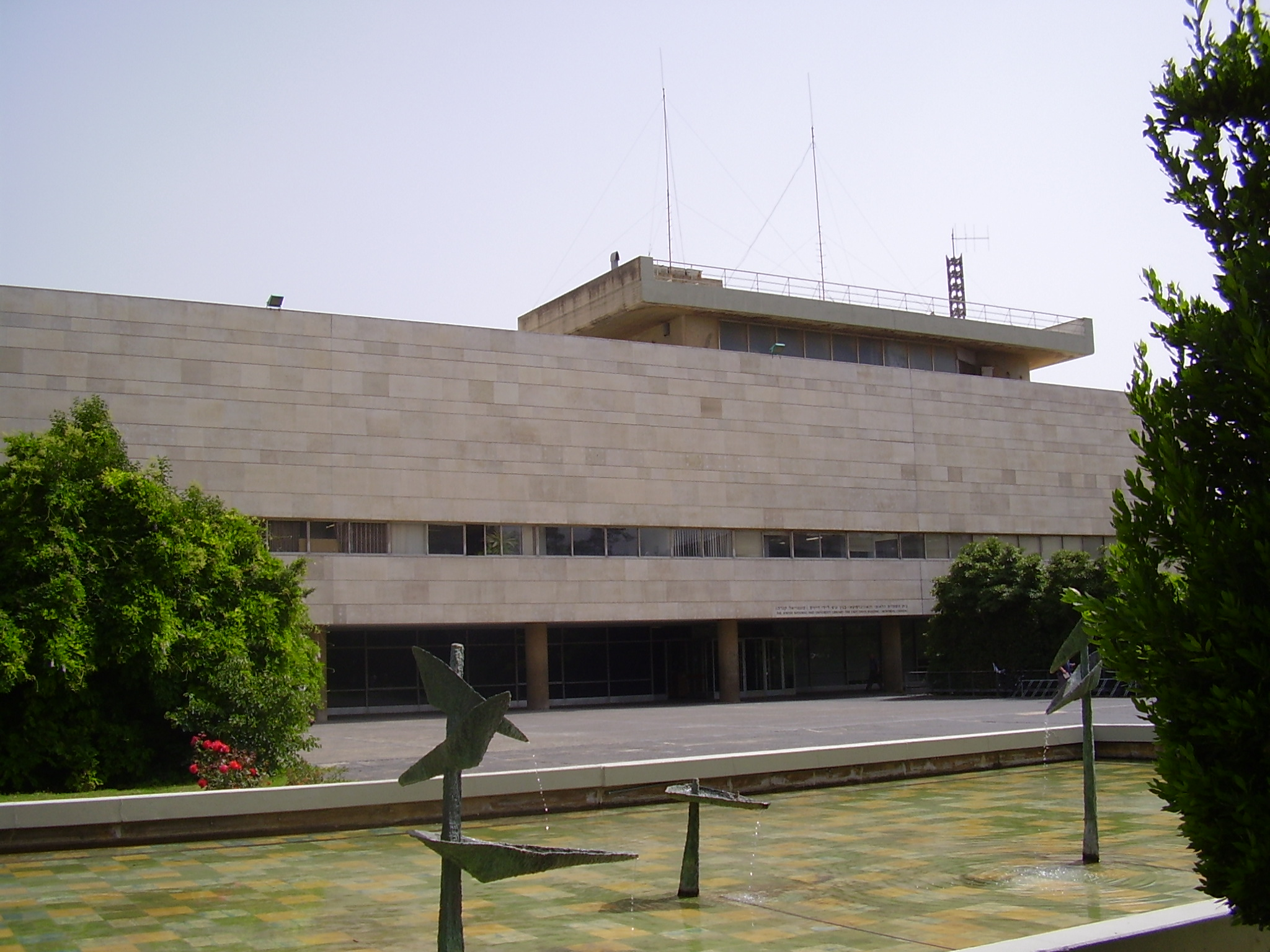
Thư viện Quốc gia Israel - Givat Ram Campus
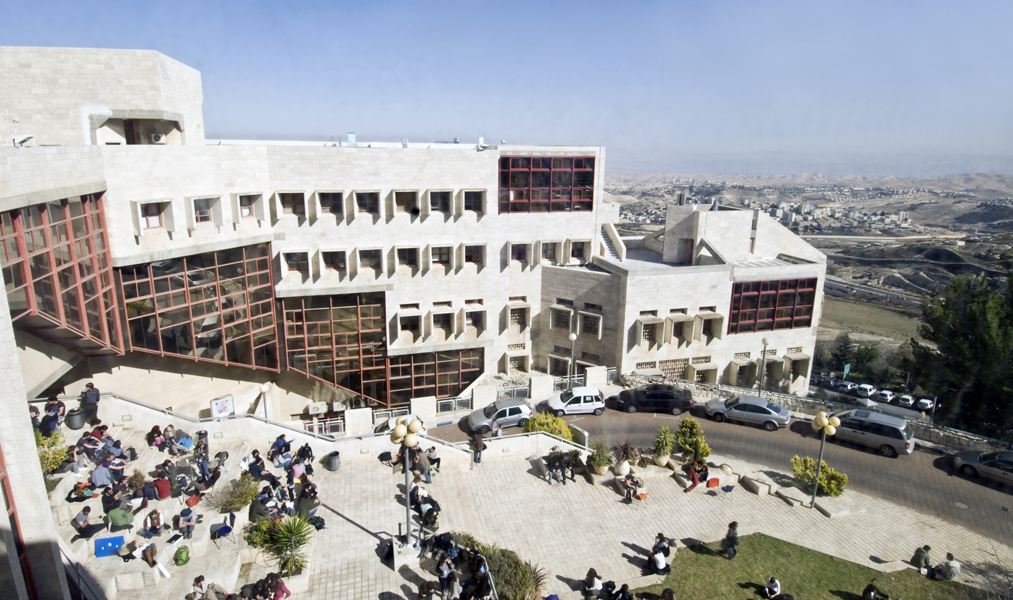
Học viện Nghệ thuật và Thiết kế Bezalel - Núi Scopus Campus
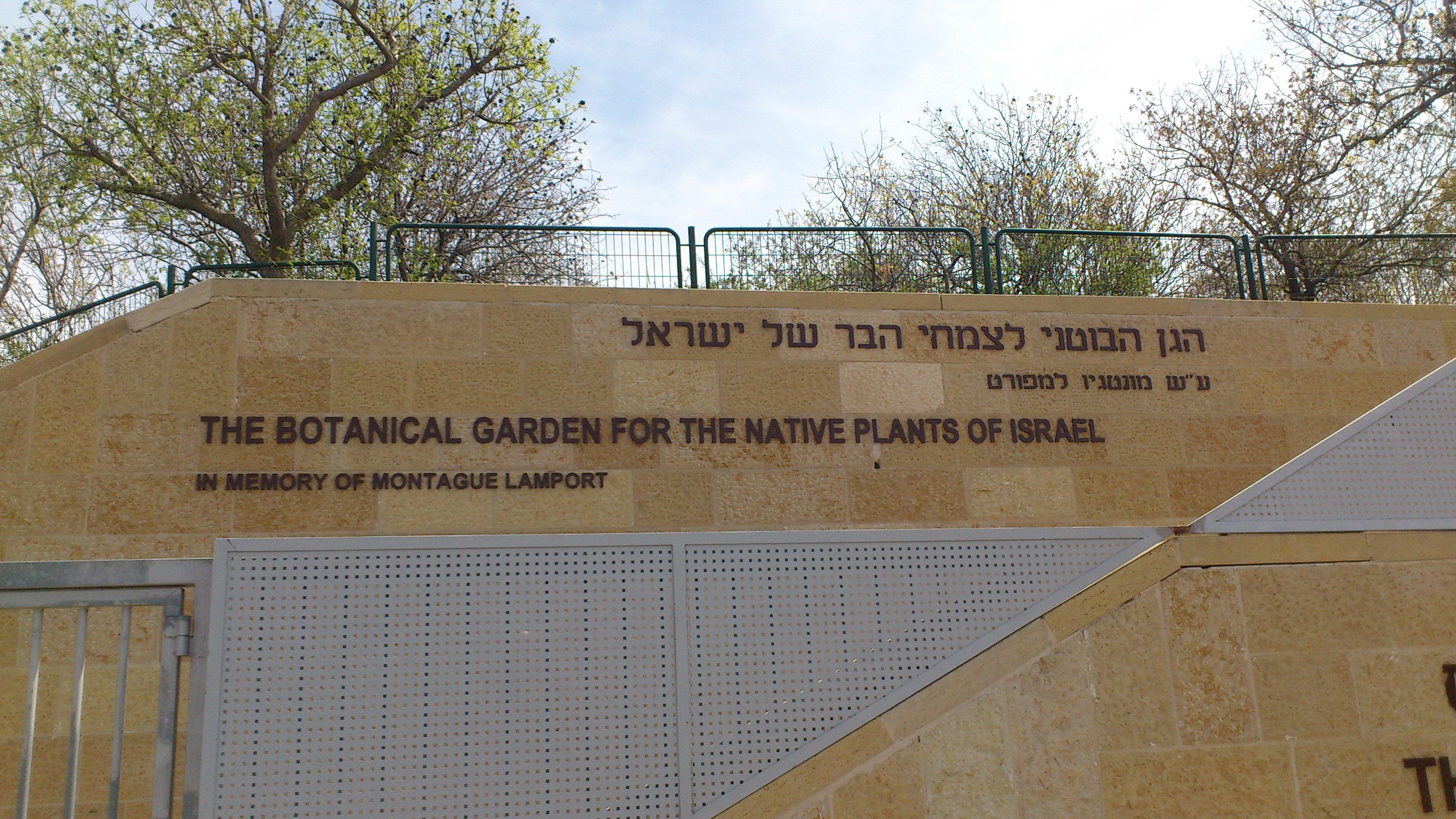
Botanic Gardens Quốc gia Israe - Núi Scopus Campus
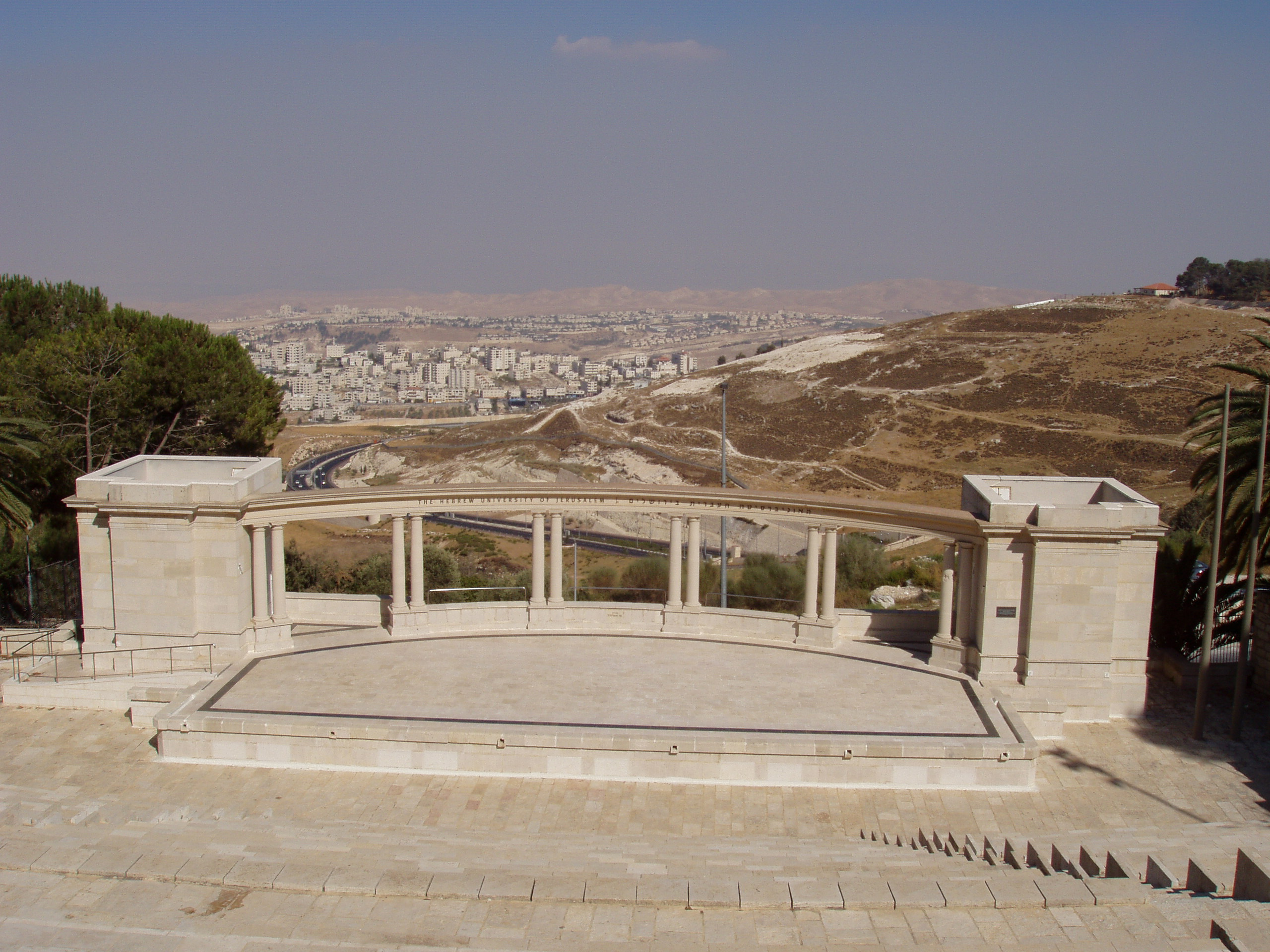
Núi Scopus Amphitheatre